# Andrea Battilotti
Andrea Battilotti (Valdagno, 10 gennaio 1978) è un pallavolista italiano.
Gioca nel ruolo di schiacciatore nel Gap Volley Presicce.

## Carriera
La carriera di Andrea Battilotti inizia nelle giovanili della squadra della sua città, il Volley Valdagno, con cui disputa anche una stagione in Serie A2. L'esordio in Serie A1 avviene l'anno successivo, con la maglia della Schio Sport. Seguono tre annate nuovamente nel Valdagno Volley, due in Serie A2 e una in Serie B1, e tre ancora con la Schio Sport, sempre in Serie B1.
Nella stagione 2001-02 torna nella seconda divisione nazionale con la maglia della Pallavolo Lamezia; segue un'annata in Serie B1 con il Nicosia Volley, prima del terzo ritorno alla Schio Volley, con cui rimane per due anni. Dopo una parentesi nella Pallavolo Squinzano in Serie B1 torna in Serie A2 con il Pallavolo Loreto e il Club Atletico Bari Volley, prima di essere tesserato per la stagione 2007-08 dal Piemonte Volley di Cuneo, con cui partecipa alla Champions League.
Alla fine dell'esperienza cuneese torna definitivamente in Serie B1, dove veste le maglie di Sir Safety, Pallavolo Olbia, Team Volley Joya e Volley Casarano, di cui diventa capitano fino alla rinuncia all'iscrizione al campionato da parte della società salentina. Dalla stagione 2013-14 gioca come schiacciatore nella Pallavolo Azzurra Alessano, in Serie B1.